# 敬天殿
敬天殿（越南语：／）是后黎朝皇宫建筑群的核心建筑，位于其首都东京（今河内）。该殿于1841年（绍治帝在位期间）更名为隆天殿（越南语：／）。

## 历史
根据《大越史记》记载，敬天殿始建于1428年（黎太祖统治时期），于黎圣宗在位期间竣工。敬天殿是黎太祖宣布登基（1428年）的地方，后来成为举行宫廷最隆重的仪式、接待外国使节、召开宫廷会议讨论国家大事和祭祀的场所。
1816年，阮朝的嘉隆帝下令重建了这座宫殿。敬天殿此后成为历代阮朝帝王每次北行时所使用的行宫。1841年，绍治帝将敬天殿改名为隆天殿。宫前的一对侧龙和石阶自黎朝早期（15世纪）至今一直完好无损。
1886年，法国殖民者为修建炮兵指挥所而将宫殿毁坏，目前该宫殿仅存台阶与地基（位于今日的河内古城内）。

## 建筑
敬天殿的位置在升龙皇城的中部，建于李朝时期原天安殿的基址上。目前越南政府正在计划重建该殿。